# Heavy Rotation (canción)
«Heavy Rotation» es una canción de la diva Anastacia, del álbum Heavy Rotation. La canción está dedicada a los DJ, puesto que el título se le ocurrió con ellos.
- Datos: Q5893240